# 上山市郎兵衛
上山 市郎兵衛（うえやま いちろうべえ、前名・市三郎、1890年〈明治23年〉11月13日 - 没年不明）は、日本の実業家。元内外除虫菊会長。上山殖産代表取締役。和歌山県多額納税者。大日本除虫菊の創業者上山英一郎は養叔母ゆきの夫。

## 経歴
和歌山県有田郡保田村（現・有田市）出身。先代・市郎兵衛の長男。先代・市郎兵衛は南海水力電気を起こした。1922年、家督を相続し、前名・市三郎を改め襲名する。
祖業を継ぎ農業を営み、傍ら上山殖産会社を創立する。上山殖産社長、南海水力電気社長、関西配電理事、南海工業会長、内外除虫菊会長を務めた。

## 人物
人となりは、朗らかな明るい紳士である。先代・市郎兵衛より、父子共に社会公共に尽した。直接国税927円を納め、県下の多額納税者に列した。貴族院多額納税者議員選挙の互選資格を有した。
趣味は書画、骨董。宗教は浄土宗。住所は和歌山県有田郡有田町山田原。

## 家族・親族
上山家
上山家は古くより保田村に土着する地主である。
- 父・市郎兵衛[1][2][8]
- 母・のぶ（1866年 - ?、和歌山、宮本八郎右衛門の三女）[1][2]
- 姉
  - うた（1885年 - ?、和歌山、上山静治の母）[1][2]
  - シゲ（1887年 - ?、和歌山、山口孫七の妻）[1][2]
- 弟・薫（1893年 - ?、内外除虫菊社長）[1]
  - 同妻・秋子（1901年 - ?、和歌山、石橋八九郎の五女[1]、石橋八九郎の妹）
  - 同長男・一也（清滝幸次郎の長女の婿）[3]
  - 同二男[3]
  - 同三男[3]
  - 同四男[3]
  - 同三女（川勝泰司の妻）[3]
- 養叔母・ゆき（1862年 - ?、和歌山、上山英一郎の妻）[1][2]
- 妻・ユキ（1895年 - ?、和歌山、石橋八九郎の妹）[1]
- 子（男、女）[1]

親戚
- 石橋八九郎（石橋合名会社代表社員）
- 川勝傳（南海電気鉄道社長・会長）
- 清滝幸次郎（池田銀行頭取）
- 山口孫一（紀陽銀行頭取）
- 山口孫七（和歌山県多額納税者、紀伊貯蓄銀行頭取）